# Gasterocome macarista
Gasterocome macarista là một loài bướm đêm trong họ Geometridae.